# Knocky Parker
John William Parker II (Palmer, Texas, 8 augustus 1918 – Los Angeles, California, 3 september 1986), beter bekend als Knocky Parker, was een Amerikaans jazzpianist. Hij speelde voornamelijk ragtime- en dixielandmuziek.
Parker speelde in de Western swing bands The Wanderers (1935) en de Light Crust Doughboys (1937-1939) voor zijn dienst in het leger tijdens de Tweede Wereldoorlog. Na de oorlog werkte hij samen met onder andere Zutty Singleton en Albert Nicholas. Tevens werd hij docent Engels op Kentucky Wesleyan College en de University of South Florida. Buiten zijn baan speelde hij piano met onder andere Tony Parenti, Omer Simeon en Doc Evans. Ook nam hij albums op voor Euphonic, GHB, Jazzology, London, Progressive, Paradox, Audiophile en Texstar. Parker nam zijn albums voornamelijk op bij Audiophile. Bij Audiophile was Parker een van de eersten die alle ragtime-stukken van Scott Joplin had opgenomen, behalve "The Silver Swan", omdat deze destijds nog niet ontdekt was. Ook heeft hij bij Audiophile meerdere solo- en duet-albums opgenomen, waaronder Golden Treasury of Ragtime, een vierdelige serie waarin Parker minder bekende vroege ragtimestukken met de piano, de klavecimbel en de celesta speelt, en verschillende compilaties van ragtime stukken en ragtime componisten, waaronder The Complete Piano Works of Jelly Roll Morton, een verzameling van alle Jelly Roll Morton stukken, ook gespeeld met de piano, de klavecimbel en de celesta. Parker nam in 1978 en 1979 drie albums op bij de Old Town Music Hall met organist Bill Coffman. Hierin speelt Parker bekende ragtime stukken en populaire jazzliedjes op de piano met Coffman op de Wurlitzer-orgel. Een piano/orgelduet was destijds ongekend en dusver alleen te horen op vroege opnames van Fats Waller. Parker werkte grotendeels met 'ontraditionele' instrumenten om oude stukken 'fris' en 'levend' te maken.
In 1984 werd hij genomineerd voor een Grammy Award met Big Joe Turner voor Big Joe Turner with Knocky Parker and His Houserockers.

## Discografie

### Albums
| Album                                                 | Datum van verschijnen | Opmerkingen          |
| ----------------------------------------------------- | --------------------- | -------------------- |
| In Gay Old New Orleans                                | 1950                  | Progressive          |
| Piano Artistry                                        | 1955                  | Audiophile           |
| Old Blues                                             | 1958                  | Audiophile           |
| Old Rags                                              | 1958                  | Audiophile           |
| The Complete Piano Works of Scott Joplin              | 1960                  | Audiophile           |
| The Complete Piano Works of Jelly Roll Morton         | 1960                  | Audiophile           |
| The Complete Works of James Scott                     | 1962                  | Audiophile           |
| Golden Treasury of Ragtime                            | 1970                  | Audiophile           |
| Eight on Eighty Eight                                 | 1977                  | Euphonic             |
| Classic Rags and Nostalgia at the Old Town Music Hall | 1978                  | Euphonic             |
| From Cakewalk to Ragtime                              | 1979                  | Jazzology            |
| From Ragtime to Ballroom                              | 1979                  | Jazzology            |
| Knocky Parker and His Cakewalking Jazz Band           | 1981                  | GHB                  |
| In Gay Old New Orleans                                | 1989                  | Heruitgave, GHB      |
| The Complete Piano Works of Jelly Roll Morton         | 1994                  | Heruitgave, Solo Art |
| The Complete Piano Works of Scott Joplin              | 2002                  | Heruitgave, Solo Art |
| From Cakewalk to Ragtime to Ballroom                  | 2010                  | Heruitgave, Solo Art |

- Bibliothèque nationale de France: cb169157466 (data)
- Gemeinsame Normdatei: 1089357184
- International Standard Name Identifier: 0000 0000 2445 9618
- Library of Congress Control Number: n81072533
- MusicBrainz: 27630727-fb47-4fb2-88e9-5491a4609694
- SNAC: w6vm56qk
- Virtual International Authority File: 21005889
- WorldCat: E39PBJdrMByFckhH9HPCcft7pP